# امرأة عند نقطة الصفر (رواية)
رواية امرأة عند نقطة الصفر (Woman at Point Zero) للكاتبة المصرية نوال السعداوي نشرت بالعربية عام 1975، حيث بنيت الرواية على قصة حقيقية، تم ترجمتها إلى الإنجليزية عام 1983 وتم إعادة طباعتها بالعربية عام 2003 في بيروت 
ناقش الرواية أشكال قهر الرجل للمرأة جسدياً ونفسياً، وذلك من خلال شخصية محورية وهي فردوس، التي أمضت حياتها متخبطة بين شخصيات مشوهة ومريضة ومزدوجة المعايير في كل ما يخص العلاقات الإنسانية على كل مستواياتها، لتكون فردوس في النهاية شخصية مريضة مثيرة للشفقة، في وحدتها وقهرها، آلامها وانفصال روحها عن جسدها، حيرتها وبحثها في العيون عن ضوء تتشبت به، وفي الظلام وخلف البوابات عن أمان افتقدته، كانت مقاومتها سلبية وثورتها اختلط بها الأبيض بالأسود، لتكون ثورتها على النظام الظالم والقهر الذي تعرضت له هي ثورة على كل ما يربط المرأة بالرجل.

## اقتباسات
تقــول فردوس :
- (لم أكن أنتمي إلى الطبقة العليا إلا بمساحيقي وشعـري وحذائي الثمين، وأنتمي إلى الطبقة المتوسطة بشهادتي الثانوية ورغباتي المكبوتة، وأنتمي إلى الطبقة السفلى بمولدي من أب فقير فلاح لم يقرأ ولم يكتب) ص16
- أمــي لم تكــن مجرمة، لا يمكن لأية امرأة أن تكون مجرمـة، فالإجـرام يحتــاج إلى الذكورة (أنتم المجرمون بما فيكـم الآباء والأعمـام والأخـوال والأزواج) ص91
- فــردوس المـرأة الخاضعة المظلومة ..من أب يعيش الازدواج ..و حيــاة تشوبها الخطيئة والأحلام والصدق والانهزام الأنثوي … امـرأة حكم عليها بالإعدام بتهمة القتل (رجل)
- (.. لأنهــا لا ترفضــني أنــا بالــذات وإنما ترفض العالم كله بمن فيــه) ص 12
- وتملكني إحســاس غريب أشبــه باليقين أنها أفضل من كل الرجــال وكــل النساء الذين نسمع عنهم أو نراهم أو نعرفهم ))الطبيبة النفسية عند زيارتها لها في السجــن: ص11
- كنت في الحقيقــة أحاول أن أسترد نفسي، أن أسترد إحساسي العــادي بنفسي وبأنني باحثـة علمية أو طبيبة نفسية أو أي شيء من هذا القبيل.))ص13
- (مهما كنت فلم أكن إلا مومسًا ناجحة، ومهما نجحت المومس فلا يمكن لها أن تعرف كل الرجال) ص 15
- (ولأنني كنت امــرأة، فقد كنـت أخـاف أن أرفـع يدي، ولأنني كنــت مومسًا، فقد كنت أخفي خوفي بطبقة من المساحيق) ص16